# Выброс (статистика)

На диаграмме «ящик с усами» выбросы рисуют точками выше и ниже «усов».

Выброс (англ. outlier), промах — в статистике результат измерения, выделяющийся из общей выборки.
Статистический метод, способный действовать в условиях выбросов, называется робастным. Медиана является робастной характеристикой, а выборочное среднее — нет. Существует пример (квартет Энскомба), демонстрирующий, насколько неробастные методы обработки статистических данных способны «врать», даже если выброс всего один на 10 «обычных» результатов.

## Причины выбросов
- Из-за ошибки измерения.
- Из-за необычной природы входных данных. Например, если наугад измерять температуру предметов в комнате, получим цифры от 18 до 22 °C, но радиатор отопления будет иметь температуру в 70°.
- Выбросы могут быть и частью распределения — так, в нормальном распределении каждое 22-е измерение будет выходить из «двух сигм», и каждое 370-е — из трёх.

## Определение выбросов
Поскольку множество статистических методов «буксуют» на выборках с выбросами, выбросы приходится обнаруживать (желательно — автоматически) и исключать из выборки. Простейшие способы основаны на межквартильном расстоянии — например, всё, что не попадает в диапазон
{\displaystyle [(x_{25}-1{,}5\cdot (x_{75}-x_{25})),\,\,(x_{75}+1{,}5\cdot (x_{75}-x_{25}))]},
считается выбросами.
Более тонкие критерии — критерий Шовене, критерий Граббса, критерий Пирса, критерий Диксона.